# Новое Аккузино
Новое Аккузино (тат. Яңа Акхуҗа) — село Агрызского района Республики Татарстан. Входит в состав Табарлинского сельского поселения.

## Этимология
Топоним произошёл от татарского слова «яңа» (новый) и ойконима «Акхуҗа» (Старое Аккузино).

## Географическое положение
Село расположено в Восточном Предкамье, на правом притоке реки Чаж. Ближайший населённый пункт, центр поселения, село Табарле расположено в 3,8 км (5,5 км по автодорогам) к северо-западу, районный центр, город Агрыз — в 33 км (по автодорогам 41 км) к северо-востоку.
Село Новое Аккузино, как и весь Татарстан, находится в часовой зоне МСК (московское время). Смещение применяемого времени относительно UTC составляет +3:00.

## История
Деревня Новое Аккузино основана в 1864 году переселенцами из деревень Старое Аккузино (ныне не существует) и Кучуково. 
В «Списке населённых мест Российской империи», изданном в 1876 году, населённый пункт упомянут как казённая деревня Аккузино 2-е 2-го стана Елабужского уезда Вятской губернии, при реке Иж, расположенная в 80 верстах от уездного города Елабуга. В деревне насчитывалось 37 дворов и проживало 330 человек (155 мужчин и 175 женщин), была мечеть, мельница.
В 1887 году в деревне Новая Аккузина Кучуковского сельского общества Салаушской волости проживало 515 башкир-вотчинников в 94 дворах и 13 тептярей в 3 дворах, всего 528 жителей (239 мужчин и 289 женщин). Земельный надел деревни составлял 1765,45 десятины земли. У жителей имелось 156 лошадей, 200 коров и 319 единиц мелкого скота (овец, свиней и коз); 23 человека занимались местными промыслами (в том числе 6 плотников), 16 — отхожим промыслом (торговали на ярмарке в Мензелинском уезде), также подрабатывали пилкой дров. Было 10 грамотных и 11 учащихся. По переписи 1897 года в деревне проживало 743 человека (333 мужчины, 410 женщин), из них 742 магометанина.
В 1905 году в деревне Ново-Аккузино проживали 746 человек (355 мужчин, 391 женщина) в 132 дворах.
С июня 1921 года деревня в составе Елабужского, с декабря — Агрызского, с 1924 года — Елабужского кантона ТАССР, с 1927 года — в Агрызском районе (с 1 февраля 1963 года по 4 марта 1964 года — в Елабужском сельском районе). В 1948 году — центр Ново-Аккузинского сельсовета.

## Население
По переписи 2010 года в селе проживало 255 человек (130 мужчин, 125 женщин).
| 1887 | 1897 | 1905 | 1920 | 1926 | 1938 | 1958 | 1970 | 1989 | 2002 | 2010 | 2015 |
| ---- | ---- | ---- | ---- | ---- | ---- | ---- | ---- | ---- | ---- | ---- | ---- |
| 528  | 743  | 746  | 828  | 999  | 929  | 508  | 546  | 366  | 272  | 255  | 233  |

Национальный состав
Согласно результатам переписи 2002 года, в национальной структуре населения татары составили 98 %.

## Инфраструктура
Имеются начальная школа, дом культуры, фельдшерский пункт, 2 магазина, мечеть, кладбище.
В селе две улицы — Ленина и Советская.
В 1,5 км к юго-востоку находится остановочный пункт 38 км Горьковской железной дороги.

## Религиозные объекты
С 1999 года в селе действует мечеть.